# Паолини, Кристофер
Кристофер Паолини (англ. Christopher Paolini; род. 17 ноября 1983 года) — американский писатель, автор тетралогии «Наследие» в стиле фэнтези.

## Биография
Кристофер Паолини родился в Южной Калифорнии в семье учителя и бывшего литературного агента. Имеет итальянское происхождение. Позднее семья переехала в Парадайз Велли, штат Монтана.
Кристофер обучался на дому с родителями. В детском возрасте писал короткие истории и поэмы, которые стали причиной частых визитов в библиотеку. Паолини окончил среднюю школу в возрасте 15 лет, пройдя ряд аккредитованных заочных курсов Американской школы корреспонденции в Лансинге, штат Иллинойс.

27 мая 2011 года Кристофер Паолини был награждён премией Мировых рекордов Гиннесса как самый молодой автор, продавший рекордное количество книг-бестселлеров в мире — Эрагон, Возвращение и Брисингр разошлись в более чем 25 миллионах экземпляров.

## Литературная деятельность
В возрасте пятнадцати лет написал роман «Эрагон» в жанре «фэнтези» — о мальчике Эрагоне и драконихе Сапфире, которые в союзе с эльфами, гномами и людьми-повстанцами (варденами) противостоят империи, возглавляемой королём Гальбаториксом. Роман был издан на средства родителей Кристофера и приобрёл значительную популярность в школах Монтаны. На него обратил внимание писатель Карл Хиасен, проводивший свой отпуск в этом штате. Он направил книгу в издательство Alfred A. Knopf, которое в 2003 и опубликовало её.
Только за одну неделю было распродано 250 тысяч экземпляров книги, которая провела 87 недель подряд в списке бестселлеров The New York Times, и 21 месяц в списке бестселлеров Publisher’s Weekly Young Adult Fiction, из них 9 месяцев на первом месте. Роман был опубликован в общей сложности в 37 странах тиражом, превышающим два миллиона экземпляров.
«Эрагон» стал первым романом тетралогии «Наследие». В серию входят книги «Эрагон», «Эрагон. Возвращение», «Эрагон. Брисингр» и «Эрагон. Наследие».
Критики считают, что на молодого автора оказала влияние трилогия «Властелин Колец» Джона Толкина (откуда взяты гномы, орки и прочие персонажи), романы Урсулы Ле Гуин (откуда взяты правила волшебства и таинство имен), цикл «Всадники Перна» Энн Маккефри (откуда взяты драконы и запечатления[неизвестный термин]), а также другие известные книги в стиле фэнтези. Некоторые рецензенты находят в «Эрагоне» аллюзии и со «Звёздными Войнами» Джорджа Лукаса (собственно пара учитель-ученик).
Четвёртая книга на английском поступила в продажу 8 ноября 2011 года.
В 2020 году Паолини выпустил научно-фантастический роман «По ту сторону звёзд». Книга рассказывает историю ксенобиолога Киры Наварес, обнаружившей на заброшенной планете таинственный инопланетный артефакт. В том же году роман стал победителем Goodreads Choice Awards в жанре научной фантастики. Паолини планирует написать ещё несколько книг в сеттинге «По ту сторону звёзд» (который он назвал «Вселенной фракталов»), а также пятую книгу в цикле «Наследие».

## Экранизации
В 2006 году вышел фильм «Эрагон». Критики посчитали экранизацию недостойной книги. Большинство сюжетных переходов убраны или изменены. В фильме снялись известные актёры Эдвард Спелирс, Джереми Айронс, Сиенна Гиллори, Гаррет Хедлунд, Джон Малкович, Роберт Карлайл. Фильм снят по мотивам первой книги. Фильм снимала кинокомпания 20th Century Fox.

## Семья
Отец — Кеннет Паолини. Мать — Талита Ходжкинсон. Младшая сестра — Анджела Паолини, помогала Кристоферу писать книги, послужила прототипом травницы Анжелы, участвовавшей в сюжете всей тетралогии.

## Список произведений

### Наследие (тетралогия)
- 2003 — Эрагон
- 2004 — Эрагон. Возвращение
- 2008 — Эрагон. Брисингр
- 2009 — Гид по стране драконов (или Гид по Алагейзии)[англ.]
- 2011 — Эрагон. Наследие
- 2017 — Эрагон. Официальная раскраска (в сотрудничестве с Сируэло Кабралом[англ.])
- Новый цикл «Предания Алагейзии»
  - 2018 — Вилка, Ведьма и Дракон (в оригинале Вилка, Ведьма и Червь)[англ.]

### Вселенная фракталов
- 2020 — По ту сторону звёзд (англ. To Sleep in a Sea of Stars)[9]

## Интересные факты
- Состояние писателя оценивается в 25 миллионов долларов[5]
- В экранизации «Эрагон» 2006 года Стефана Фангмейера, в сцене финальной битвы, Кристофер Паолини должен был сыграть эпизодическую роль (камео) в образе ургала. По задумке режиссёра, между ним и главным действующим лицом, Эрагоном, должна была произойти краткая стычка, в ходе которой герой Кристофера должен был быть обезглавлен. Но, так как во время съемок фильма Паолини активно гастролировал в связи с изданием своего следующего романа, отснять эту сцену не представилось возможным.[10]